# Нелисфорд (Вирџинија)
Нелисфорд (енгл. Nellysford) насељено је место без административног статуса у америчкој савезној држави Вирџинија.

## Демографија
По попису из 2010. године број становника је 1.076.
| Група             | 2000.    | 2010.         |
| Белци             | 0 (0,0%) | 1.021 (94,9%) |
| Афроамериканци    | 0 (0,0%) | 31 (2,9%)     |
| Азијати           | 0 (0,0%) | 8 (0,7%)      |
| Хиспаноамериканци | 0 (0,0%) | 7 (0,7%)      |
| Укупно            | 0        | 1.076         |